# Centre des démocrates sociaux
Das Centre des démocrates sociaux (CDS; deutsch: Zentrum der sozialen Demokraten) war eine christdemokratische Partei der politischen Mitte in Frankreich, die von 1976 bis 1995 bestand. Das CDS gehörte ab 1978 zum bürgerlichen Parteienbündnis UDF. Es war ein Gründungsmitglied der Europäischen Volkspartei (EVP) und gehörte auf internationaler Ebene der Christlich Demokratischen Internationale an.

## Gründung und Ausrichtung

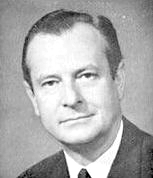
Jean Lecanuet, erster Vorsitzender des CDS (1976–82)

Das Centre des démocrates sociaux sammelte bei seiner Gründung im Mai 1976 in Rennes die Christdemokraten, die sich nach dem Zerfall des Mouvement républicain populaire (MRP; Volksrepublikaner-Bewegung) 1962 nicht dem Gaullismus angeschlossen hatten. Damit vereinte es das Centre démocrate (CD) von Jean Lecanuet mit dem Centre Démocratie et Progrès (CDP) von Jacques Duhamel. Die Mitte-orientierte Partei war proeuropäisch und von der katholischen Soziallehre beeinflusst. Wie ihre Vorgänger vermied sie jedoch aufgrund der in Frankreich herrschenden laïcité das Wort „christlich“ im Parteinamen. Erster Vorsitzender des CDS war Lecanuet, erster Generalsekretär Jacques Barrot (Ex-CDP).
Das CDS stellte während der gesamten Zeit seiner Existenz den Präsidenten des französischen Senats: bis 1992 war dies Alain Poher (zuvor Mitglied des CD), anschließend bis 1998 René Monory. Die Hochburgen des CDS lagen in den christlich geprägten Regionen Nordwestfrankreichs (Bretagne, Normandie) und im Elsass. Nur einen Monat nach seiner Gründung bildete das CDS gemeinsam mit christdemokratischen Parteien der anderen EG-Staaten die Europäische Volkspartei.
Beide Vorgängerparteien hatten bei der Präsidentschaftswahl 1974 den siegreichen Valéry Giscard d’Estaing unterstützt (das CD bereits im ersten, das CDP erst im zweiten Wahlgang) und beide waren anschließend im Kabinett Kabinett Chirac I vertreten. Nach der Gründung der CDS und der Kabinettsumbildung 1976 war die neue christdemokratische Partei in den Kabinetten Barre I bis III vertreten, zunächst mit Jean Lecanuet als Staatsminister für Planung, später mit Pierre Méhaignerie als Landwirtschafts- und René Monory als Industrieminister. Das CDS gehörte 1978 – neben der liberal-konservativen Parti républicain, der sozialliberalen Parti radical (valoisien) und dem kleinen sozialdemokratischen Mouvement démocrate socialiste de France (MDSF) – zu den Gründungsmitgliedern des bürgerlichen Parteienbündnis Union pour la démocratie française (UDF), in dem die Unterstützer Giscard d’Estaings zusammenfanden. Diesem gehörte das CDS bis zu seiner Auflösung 1995 an. Nach der Regierungsübernahme der Sozialisten unter François Mitterrand war das CDS ab 1981 in der Opposition.

## Spannungen in der UDF
Pierre Méhaignerie übernahm 1982 den Parteivorsitz. Von 1986 bis 1988 war das CDS im Kabinett Chirac II (erste Cohabitation) vertreten, u. a. mit Méhaignerie als Bau- und Monory als Bildungsminister. Innerhalb der UDF stand das CDS einer engen Zusammenarbeit mit Chiracs gaullistischem RPR jedoch am kritischsten gegenüber. So setzte sich das CDS bei der Präsidentschaftswahl 1988 entschieden für Raymond Barre als eigenen Präsidentschaftskandidaten der UDF ein (der jedoch mit 16,5 % im ersten Wahlgang scheiterte), während die Parti républicain ihn nur halbherzig unterstützte und Chirac als genauso gut wählbar ansah.
Nach der Parlamentswahl 1988  trennten sich die CDS-Abgeordneten in der Nationalversammlung vorübergehend von der UDF-Fraktion und bildeten eine eigene Fraktion namens Union du centre. Diese arbeitete punktuell mit der Regierung des Sozialisten Michel Rocard zusammen, die sich um eine ouverture (Öffnung) für bürgerliche Kräfte bemühte. Das CDS zeigte so seine Missbilligung des Rechtsrucks der Parti républicain unter François Léotard und übernahm vorübergehend die Rolle einer „Scharnierpartei“ zwischen rechtem und linkem Lager. Das CDS-Mitglied Jean-Marie Rausch war im Kabinett Rocard II sogar Minister für Außenhandel; was die Parteiführung jedoch ablehnte und schließlich mit Parteiausschluss ahndete.
Auch zur Europawahl 1989 ging das CDS einen anderen Weg als der Rest der UDF. Letztere stellte eine gemeinsame Liste mit dem RPR auf. Da die Gaullisten jedoch die europäische Integration eher bremsten, während das CDS ein föderales Europa anstrebte, stellten die Christdemokraten gemeinsam mit der ehemaligen Präsidentin des Europäischen Parlaments Simone Veil eine eigene Liste namens Le Centre pour l’Europe auf. Dies darf jedoch nicht als Bruch des CDS mit der UDF verstanden werden, sondern entsprach einer Strategie, mit zwei getrennten Listen insgesamt mehr Wähler für das bürgerliche Lager zu mobilisieren. Le Centre pour l’Europe kam auf 8,4 % der Stimmen, die „offizielle“ UDF-RPR-Liste auf 28,9 %. Dieses Wahlergebnis illustriert das Kräfteverhältnis innerhalb des bürgerlichen Lagers: die „Zentristen“ erreichten nach 1981 nie die Stärke der Gaullisten.

## Fusion und Nachfolge

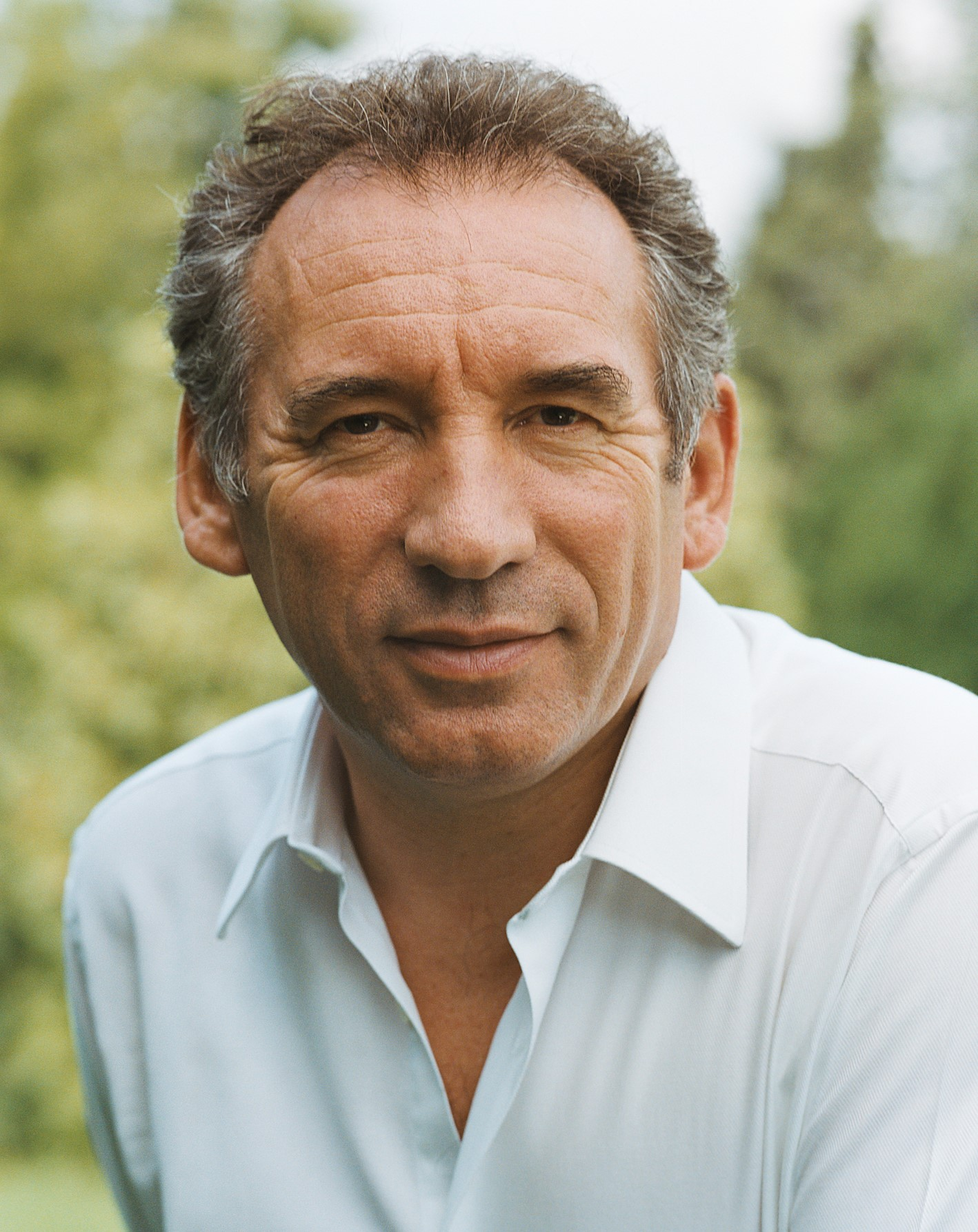
François Bayrou, letzter Vorsitzender des CDS (1994–95)

Nach dem Erdrutschsieg der bürgerlichen Kräfte bei der Parlamentswahl 1993 reihte sich das CDS wieder in die UDF ein und erhielt mehrere wichtige Ministerposten im Kabinett Balladur (u. a. Méhaignerie für Justiz, François Bayrou für Bildung, Edmond Alphandéry für Wirtschaft). François Bayrou wurde 1994 letzter Vorsitzender des CDS. Er verfolgte die Umwandlung der UDF von einem Parteienbündnis in eine einzige Partei. Zunächst nahmen an diesem Projekt jedoch nur das CDS und die kleine Parti social-démocrate (PSD) teil, die sich von den Sozialisten abgespaltet hatte. Diese beiden fusionierten im November 1995 zur kurzlebigen Partei Force démocrate. Damit verschwand die letzte eindeutig christdemokratische Partei aus der politischen Landschaft Frankreichs.
Vor seiner Auflösung 1995 hatte das CDS zuletzt 64 Abgeordnete in der Nationalversammlung und ebenso viele Senatoren, vier Europaparlamentarier, sechs Minister. Es stellte im Elsass den Präsidenten des Regionalrats (Marcel Rudloff), in 17 Départements den Präsidenten des Generalrats und in 10 Städten mit über 30.000 Einwohnern den Bürgermeister (u. a. in Toulouse: Dominique Baudis).
Erst 1998 gelang Bayrou die Umwandlung des Bündnisses UDF in die Partei Nouvelle UDF, womit auch die Force démocrate wieder verschwand. Nach dem Zerfall der UDF in den Jahren 2002 bis 2007 fanden sich die meisten ehemaligen CDS-Politiker in der Mitte-rechts-Sammelpartei UMP (z. B. René Monory, Jacques Barrot, Pierre Méhaignerie, Philippe Douste-Blazy), im Mouvement démocrate (angeführt von François Bayrou), im Nouveau Centre (Charles de Courson) oder der Alliance centriste (Jean Arthuis) wieder. Der streng katholisch-konservative Flügel der ehemaligen CDS um Christine Boutin bildete 2001 das Forum des républicains sociaux (FRS), das sich der UMP als assoziierte Partei anschloss.